# Мюнстерталь (Шварцвальд)
Мюнстерталь (нем. Münstertal/Schwarzwald) — община в Германии, в земле Баден-Вюртемберг.
Подчиняется административному округу Фрайбург. Входит в состав района Брайсгау — Верхний Шварцвальд. Население составляет 5155 человек (на 31 декабря 2010 года). Занимает площадь 67,73 км².

## Достопримечательности
- Аббатство Святого Трудперта